# Uborć
Uborć (biał. Убарць Ubarć, ukr. Уборть Ubort') – rzeka na Białorusi i na Ukrainie na zachodnim Polesiu, prawy dopływ Prypeci.
Długość rzeki wynosi 292 km, powierzchnia dorzecza – 5820 km². Główne dopływy to: Perga (67 km) i Swydowec (58 km)